# Beek (Limbourg néerlandais)
Pour les articles homonymes, voir Beek.
Beek est une commune et un village des Pays-Bas de la province du Limbourg.

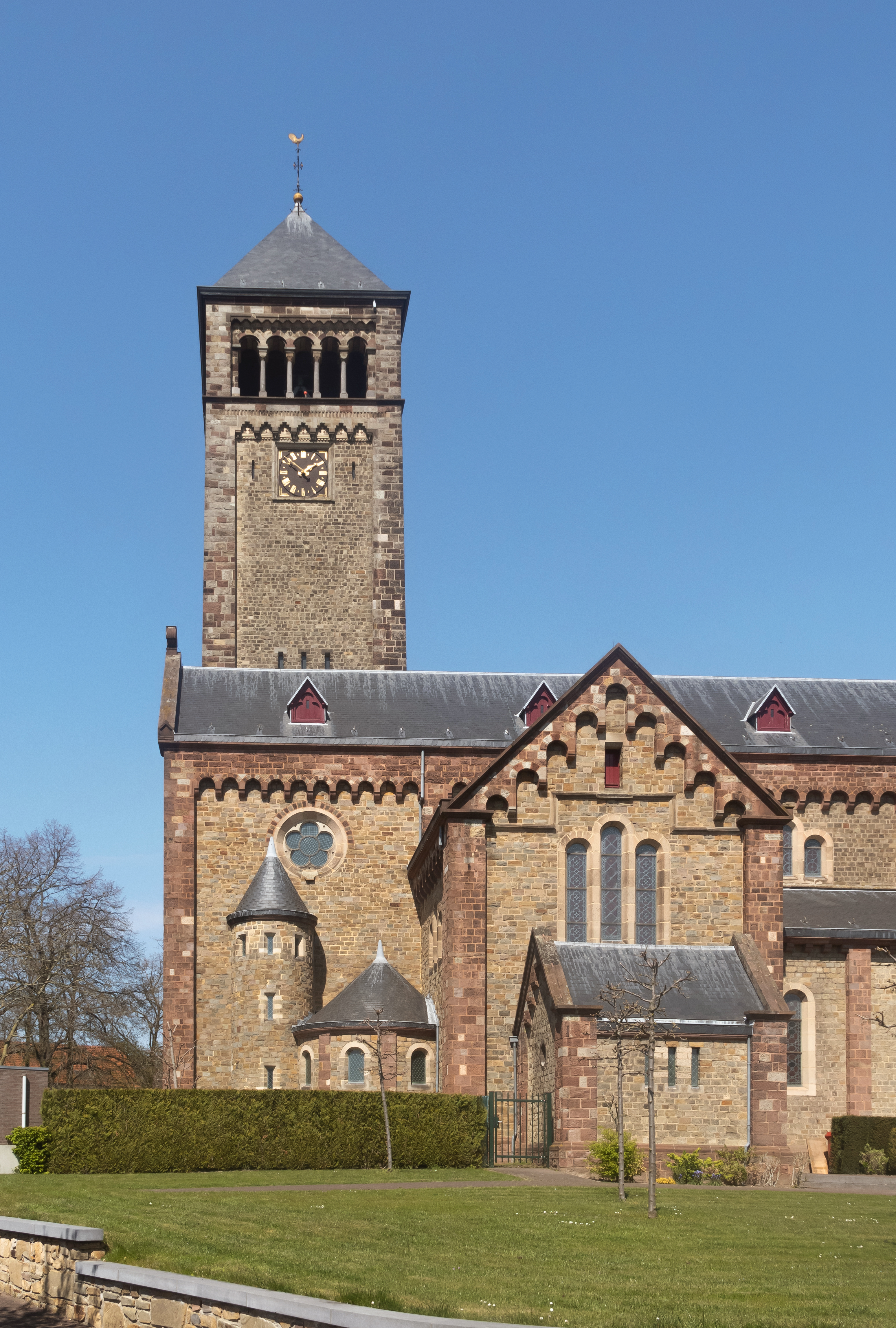
Beek, l'église: Sint-Martinuskerk

## Localités
- Beek
- Geverik
- Groot Genhout
- Kelmond
- Klein Genhout
- Neerbeek
- Spaubeek